# Teruaki Tayama
Teruaki Tayama (jap. 田山 輝明; Tayama Teruaki; * 21. Januar 1944 in der Präfektur Gunma) ist ein japanischer Rechtswissenschaftler und derzeit einer der Vizepräsidenten der Waseda-Universität.

## Leben und Wirken
Tayama schloss 1966 an der Waseda-Universität mit dem Bachelor ab. 1971 promovierte er dann an der Waseda und wurde dort Assistenz-Professor. 1973 wurde er dann Associate Professor, 1978 schließlich Inhaber eines Lehrstuhls an der Waseda-Universität. Sein Fach ist das Zivilrecht.
Das deutsche Agrarrecht stellt einen Schwerpunkt seiner Forschung dar. Für sein Buch Recht der Flurbereinigung in der Bundesrepublik Deutschland, das 1988 in Tokio erschien, wurde ihm der Preis der japanischen Gesellschaft für Agrarrecht zuerkannt. Tayama ist zudem ein Experte auf dem Gebiet des japanischen Vormundschaftsrechts für Volljährige. Er tritt gegen den allgemeinen Wahlrechtsausschluss Entmündigter ein, der nach seiner Ansicht nicht mit den Menschenrechten in Einklang zu bringen ist.

## Schriften (Auswahl)
Japanisch
- Nishi Doitsu nōchi seibi hōsei no kenkyū. Seibundō, Tokio 1988, ISBN 4-7923-2110-7.
- Gendai tochi-jutaku-ho no Kihon-mondai. Seibundō, Tokio 1990 (zu Deutsch: „Bodenrechtliche Probleme in der modernen japanischen Gesellschaft“).
- Doitsu no tochi jūtaku hōsei (= Tochiho kenkyu. Band 2). Seibundō, Tokio 1991, ISBN 4-7923-2190-5.
- Tochihō no rekishi to kadai (= Tochihō kenkyū. Band 3). Seibundō, Tokio 2015, ISBN 978-4-7923-2679-1.
- mit Makoto Shimizu: Wagatsuma Ariizumi konmentāru minpō: sōsoku, bukken, saiken. 4. bis 8. Auflage. Nihon Hyōronsha, Tokio 2016–2022 (zu Deutsch: „Kommentar zum Zivilgesetz – Allgemeiner Teil, Sachenrecht, Schuldrecht“; begründet von Wagatsuma Sakae und Tōru Ariizumi).

Deutsch
- Die Entwicklung des landwirtschaftlichen Bodenrechts in der japanischen Neuzeit (= Schriftenreihe des Instituts für Landwirtschaftsrecht der Universität Göttingen. Band 19). Heymann, Köln [u. a.] 1978, ISBN 3-452-18533-8.[4]
- Das Bodenrecht in den japanischen Dörfern und Städten. Gegenwärtige Aspekte und jüngere Geschichte. Seibundō, Tokio 1995, OCLC 832724588.
- Hrsg. mit Erich Weiß: Bodenprobleme am Stadtrand (= Travaux scientifiques de la Faculté Européenne des Sciences du Foncier, Strasbourg. Band 21). Lang, Frankfurt am Main [u. a.] 1996, ISBN 3-631-49709-1.
- Hrsg.: Vergleichende Studien über die japanische und mitteleuropäische Flurbereinigung unter besonderer Berücksichtigung der deutschen Flurbereinigung. Bericht eines Symposiums 1996. Seibundō, Tokio 1998, ISBN 4-7923-9069-9.